# Якоб ван де Керкгоф
Якоб ван де Керкгоф (12 жовтня 1995 ) — нідерландський веслувальник, срібний призер Олімпійських ігор 2024 року, призер чемпіонатів світу та Європи.

## Виступи на Олімпіадах
| Олімпіада  | Дисципліна | Місце |
| ---------- | ---------- | ----- |
| Париж 2024 | вісімки    | 2     |

## Зовнішні посилання
- Якоб ван де Керкгоф на сайті World Rowing (англійська)